# Djurgårdens IF Golfförening

## Historik
DIF Golfförening startades 1996.
Lite golfverksamhet fanns även tidigare i DIF:s namn efter att bland andra Sven Tumba i början av 70-talet startat en årlig tävling kallad Alliansgolfen som är en lagtävling mellan Djurgården, AIK, SSK och Hammarby. En tävling som fortfarande spelas varje år.

## Syfte
Syftet var och är, att vara en förening för alla Djurgårdare, aktiva såväl som supporters, oavsett annan idrott. Vi vill, och tror, att golfen kan vara den sporten som förenar alla våra föreningar. Genom att erbjuda våra medlemmar och partners en mötesplats, med golf och nöje som ledord, kommer vi att skapa underlag och förutsättningar för våra elitspelare att vinna minst ett SM-guld, både individuellt och i lag.Djurgårdens IF Golfförening

## Elitlaget
- Björn Pettersson
- Linus Landahl
- Viktor Lindgren
- Lukas Landahl
- Marcus Sundlöf

Coach: Fredrik Jendelid